# Gnophos dilucularia
Gnophos dilucularia är en fjärilsart som beskrevs av Freyer 1851. Gnophos dilucularia ingår i släktet Gnophos och familjen mätare. Inga underarter finns listade i Catalogue of Life.